# Дредноут (гитара)

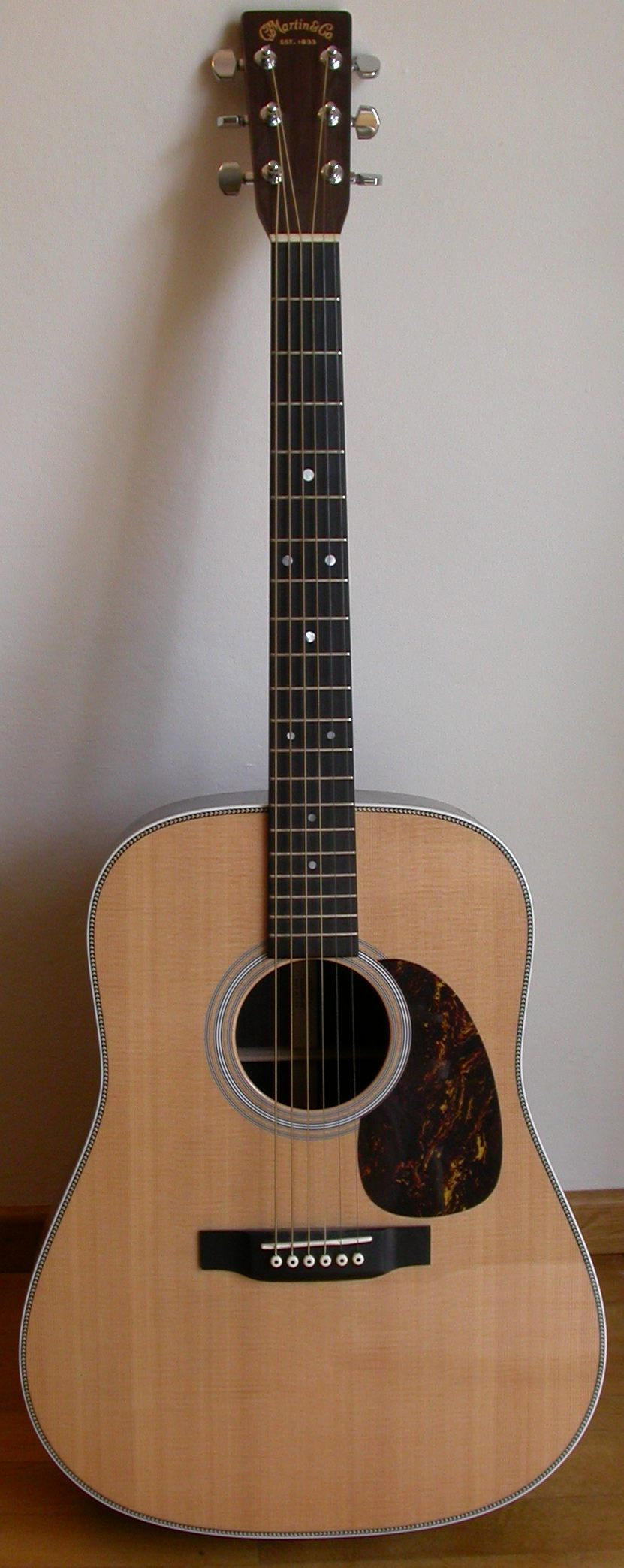

Дредно́ут (англ. dreadnought) — вид акустических гитар, отличающийся увеличенным корпусом характерной «прямоугольной» формы. По сравнению с классическим корпусом обладает повышенной громкостью, бо́льшим сустейном и преобладанием низких обертонов в тембре. 
Разработан в 1920-х годах фирмой C. F. Martin & Company и до сих пор считается стандартом в гитаростроении.
В 1920-х годах использовался в основном для игры аккомпанемента в «кантри» и популярно-эстрадной музыке. В 1950-х, наряду с другими фолк-гитарами, также использовался для домашних или бардовских стилей, акустического блюза.
В отличие от оркестровых моделей, которые обычно используются для игры фингерстайл (пальцевой техникой или с использованием когтя), дредноут чаще применяется для игры медиатором, хотя на нём можно играть и фингерстайл. Хотя дредноут звучит громче оркестровых моделей, у последних более сбалансированный звук. Однако многое зависит ещё и от породы дерева. Например, у гитары с еловой декой преобладают низкие и высокие частоты, а у гитары из красного дерева — более ровная частотная характеристика и меньше обертонов.